# 新巴M49R線
新巴M49R線是香港的一條已停辦的巴士路線，由數碼港（商場／戲院）單向開往中環（香港站），為數碼港的戲院觀眾提供散場巴士服務。

## 歷史
- 2004年7月30日：M49R線投入服務，由數碼港（商場／戲院）單程前往上環及中環地鐵站，逢星期五、六、日、公眾假期及公眾假期前夕，約23:50由數碼港道戲院門外開出。[1]
- 2004年11月12日：此路線取消服務。

## 收費
全程收費：$5.4
- 港澳碼頭往中環（香港站）：$3.9